# Fyrisån
Fyrisån je řeka ve švédském kraji Uppland. Je dlouhá 80 km (95 km včetně zdrojnice Vendelån). Povodí má rozlohu 1982 km². Přítoky jsou Sävjaån, Jumkilsån, Vendelån, Björklingeån a Vattholmaån. Řeka pramení u Dannemory, teče k jihu a vlévá se do jezera Ekoln, které je součástí jezerního systému Mälaren.
Řeka protéká centrem Uppsaly a na jejím břehu stojí místní katedrála. K památkám města patří také most Dombron, postavený roku 1760 na místě původního středověkého mostu; objevil se také ve filmu Fanny a Alexandr. Tradicí mezi studenty Uppsalské univerzity je splouvání peřejí na podomácku vyrobených plavidlech, které se koná o Valpuržině noci.
Původně se řeka nazývala Salaån. V sedmnáctém století prosadil rektor Uppsalské univerzity Olaus Rudbeck její přejmenování na památku bitvy na pláni Fyrisvellir, v níž podle středověkých ság Erik Vítězný odrazil vpád jómských vikingů.
Carl Linné využíval místní perlorodky k pokusům s pěstováním umělých perel.
V roce 2007 byl vybudován rybí přechod, který umožňuje migraci bolena dravého na trdliště.